# The Perils of Pauline (1947)
The Perils of Pauline is een Amerikaanse muziekfilm uit 1947, geproduceerd door Paramount Pictures. De film is geregisseerd door George Marshall.
Anders dan de titel doet vermoeden, is de film geen herverfilming van de gelijknamige filmreeks uit 1914. In plaats daarvan bevat de film een fictief verhaal over de carrière van Pearl White, een Hollywoodactrice uit het tijdperk van de stomme film, die vooral bekend werd door haar rol als Pauline in deze filmreeks.

## Verhaal
De film toont Pearl als een ambitieuze wildebras die zich omhoog werkt van amateurtoneel en vaudeville, tot een succesvolle Hollywoodactrice. Bij aanvang van de film werkt ze in een snoepwinkeltje. Ze krijgt haar kans op succes wanneer ze wordt gevraagd voor een rolletje in een toneelstuk van William Shakespeare. Naarmate haar succes toeneemt, raakt ze verwikkeld in de chaotische wereld van de stomme films.

## Rolverdeling
| Acteur            | Personage                     | Opmerkingen      |
| ----------------- | ----------------------------- | ---------------- |
| Betty Hutton      | Pearl White                   |                  |
| John Lund         | Mr. Michael 'Mike' Farrington |                  |
| Billy De Wolfe    | Mr. Timmy Timmons             |                  |
| William Demarest  | George 'Mac' McGuire          |                  |
| Constance Collier | Julia Gibbs                   |                  |
| Frank Faylen      | Mr. Joe Gurt                  |                  |
| William Farnum    | Western saloon set hero       |                  |
| Chester Conklin   | Comic chef                    |                  |
| Paul Panzer       | Drawing room gent             |                  |
| 'Snub' Pollard    | Western saloon set propman    | als Snub Pollard |
| James Finlayson   | Comic chef                    |                  |
| Creighton Hale    | Marcelled leading man         |                  |
| Hank Mann         | Comic chef                    |                  |

## Achtergrond
De film dient als satire op de stomme films. De film werd opgenomen in technicolor. De muzikale nummers werden geschreven door Frank Loesser.
Paul Panzer, die in de filmreeks uit 1914 de rol van de schurk speelde, heeft een kleine rol in de film. Ook andere acteurs uit stomme films hebben cameo’s in de film, waaronder Chester Conklin, Hank Mann, Snub Pollard, en James Finlayson.

## Prijzen en nominaties
In 1948 werd The Perils of Pauline genomineerd voor een Academy Award in de categorie “beste muziek – originele lied”. Dit was voor het nummer "I Wish I Didn't Love You So".